# Lista de acidentes geográficos de Salvador

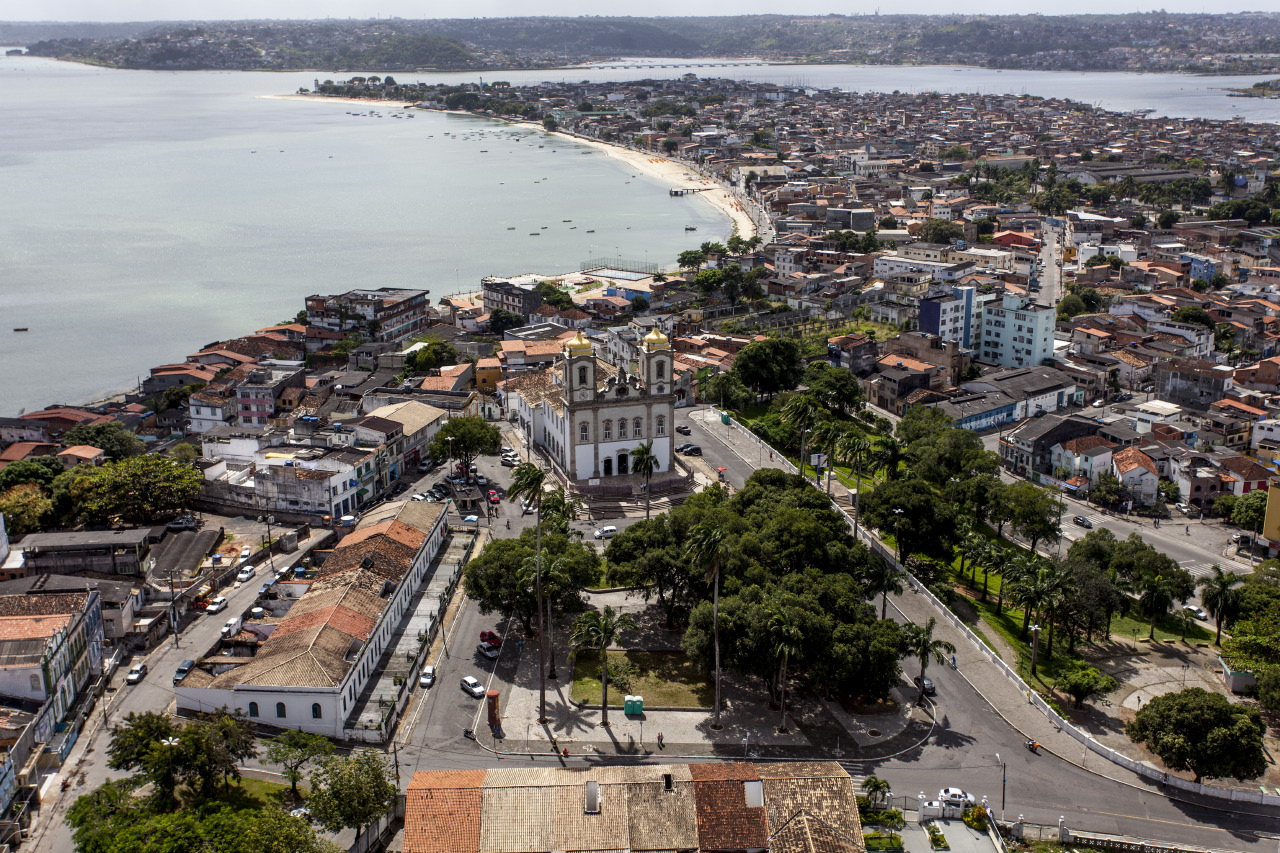
A Colina Sagrada ao centro e as Enseadas do Cabrito e dos Tainheiros ao fundo

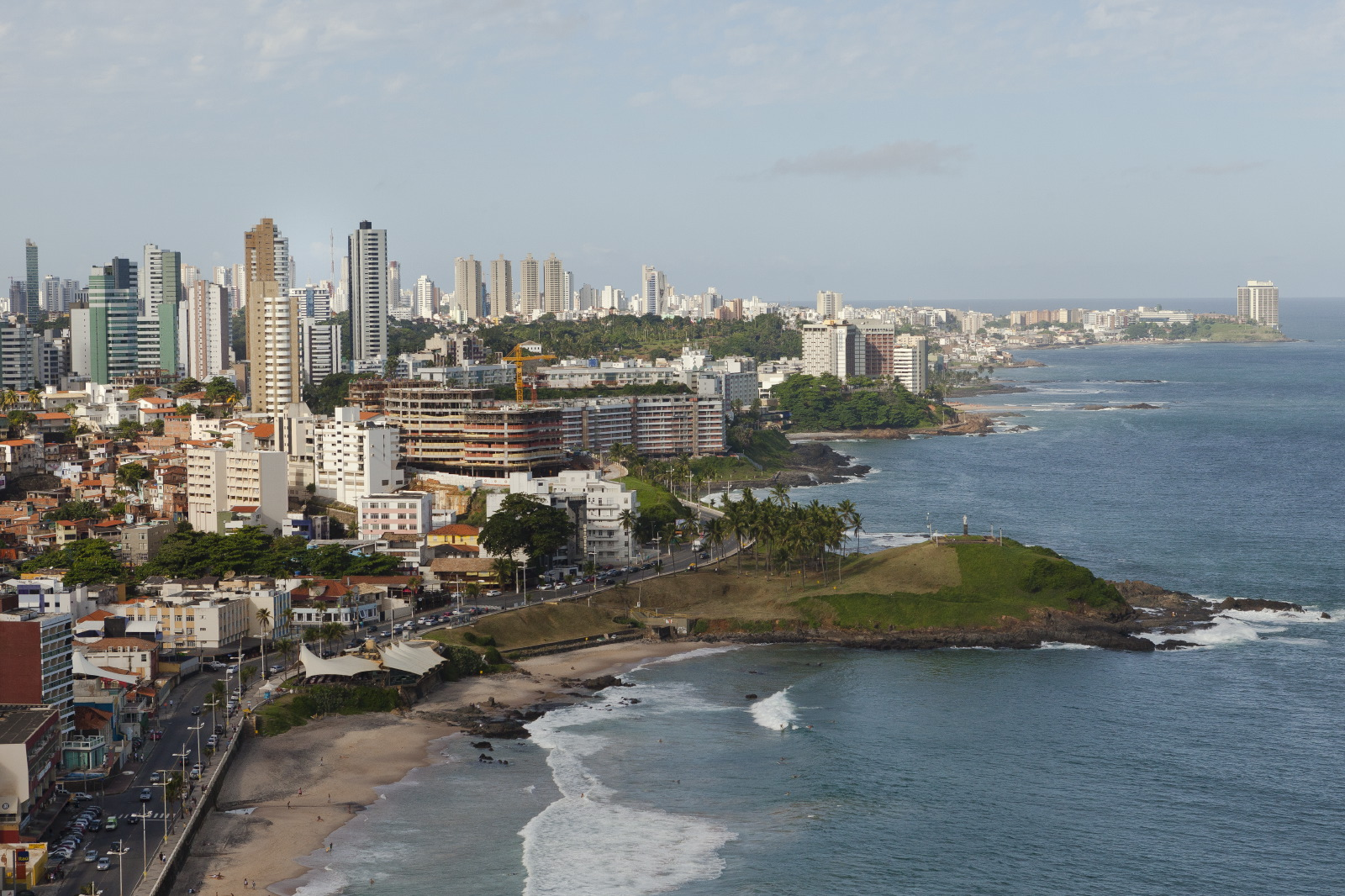
Morros do Cristo e do Gato

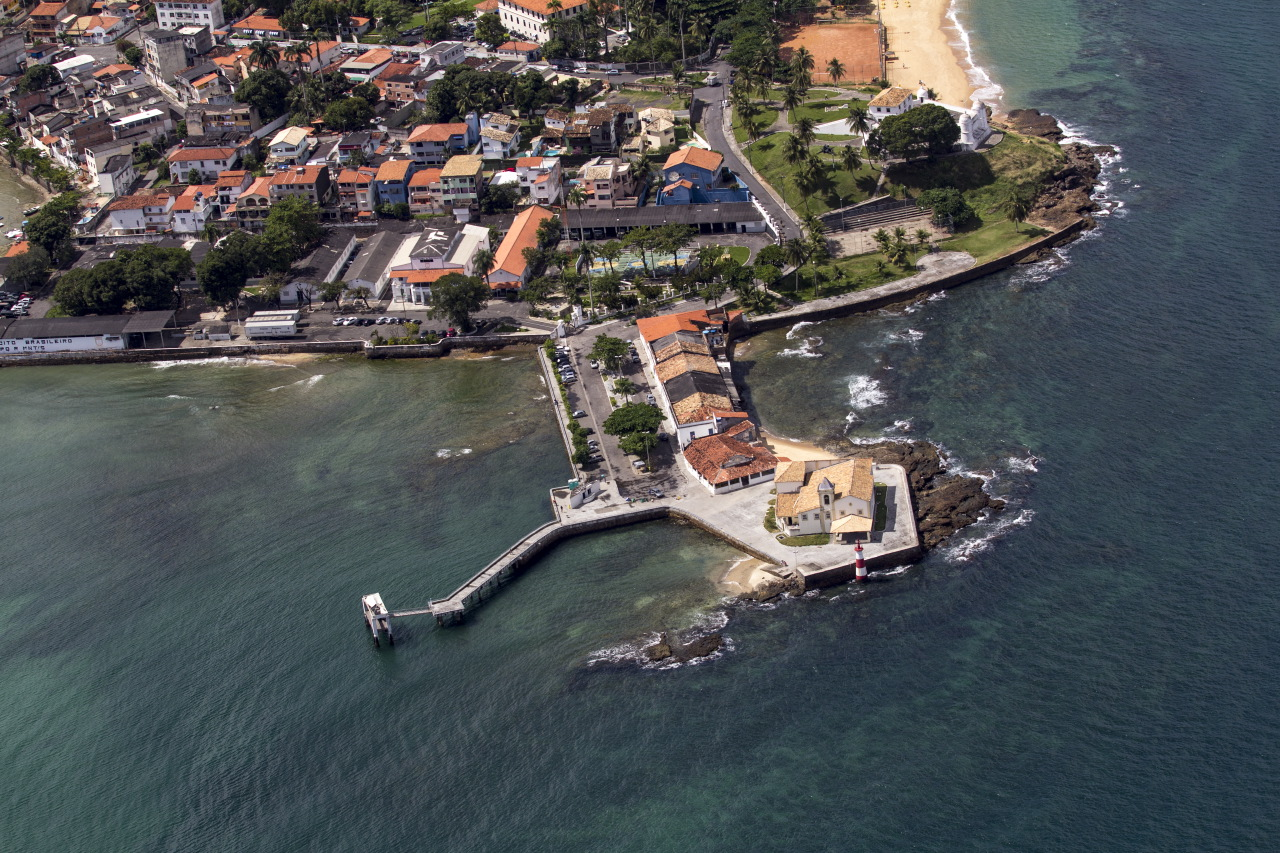
Pontas do Humaitá e de Monte Serrat

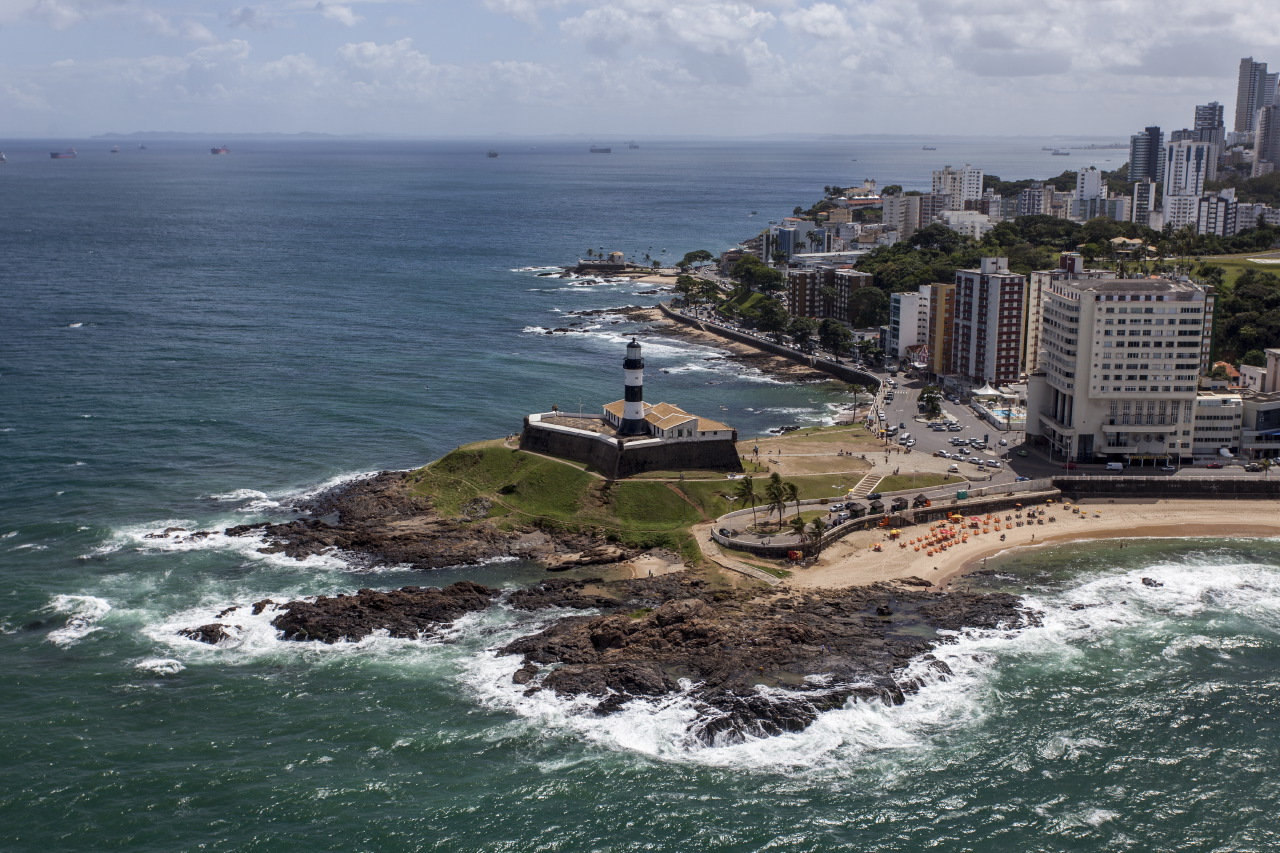
Ponta de Santo Antônio e formações coralinas em volta

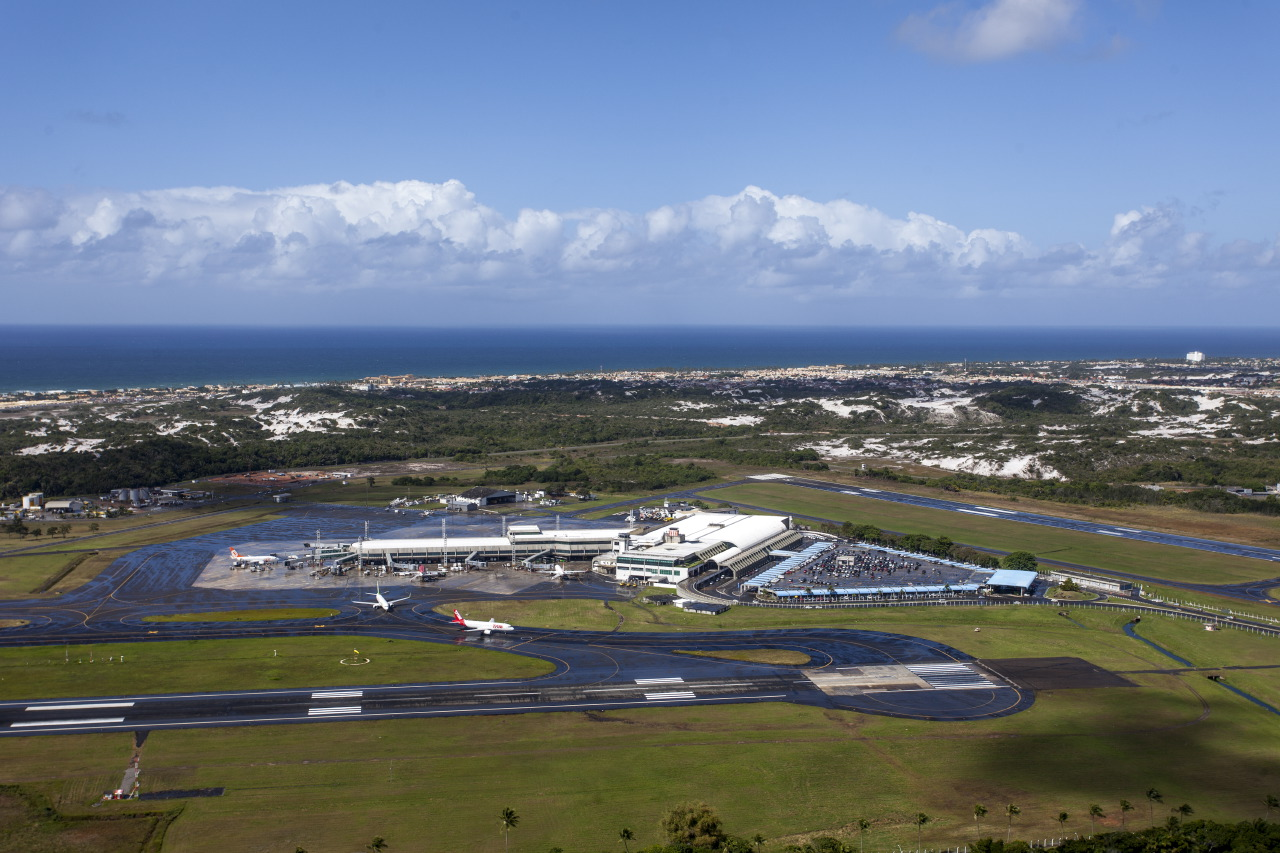
Dunas do Abaeté nas proximidades do Aeroporto Internacional de Salvador.

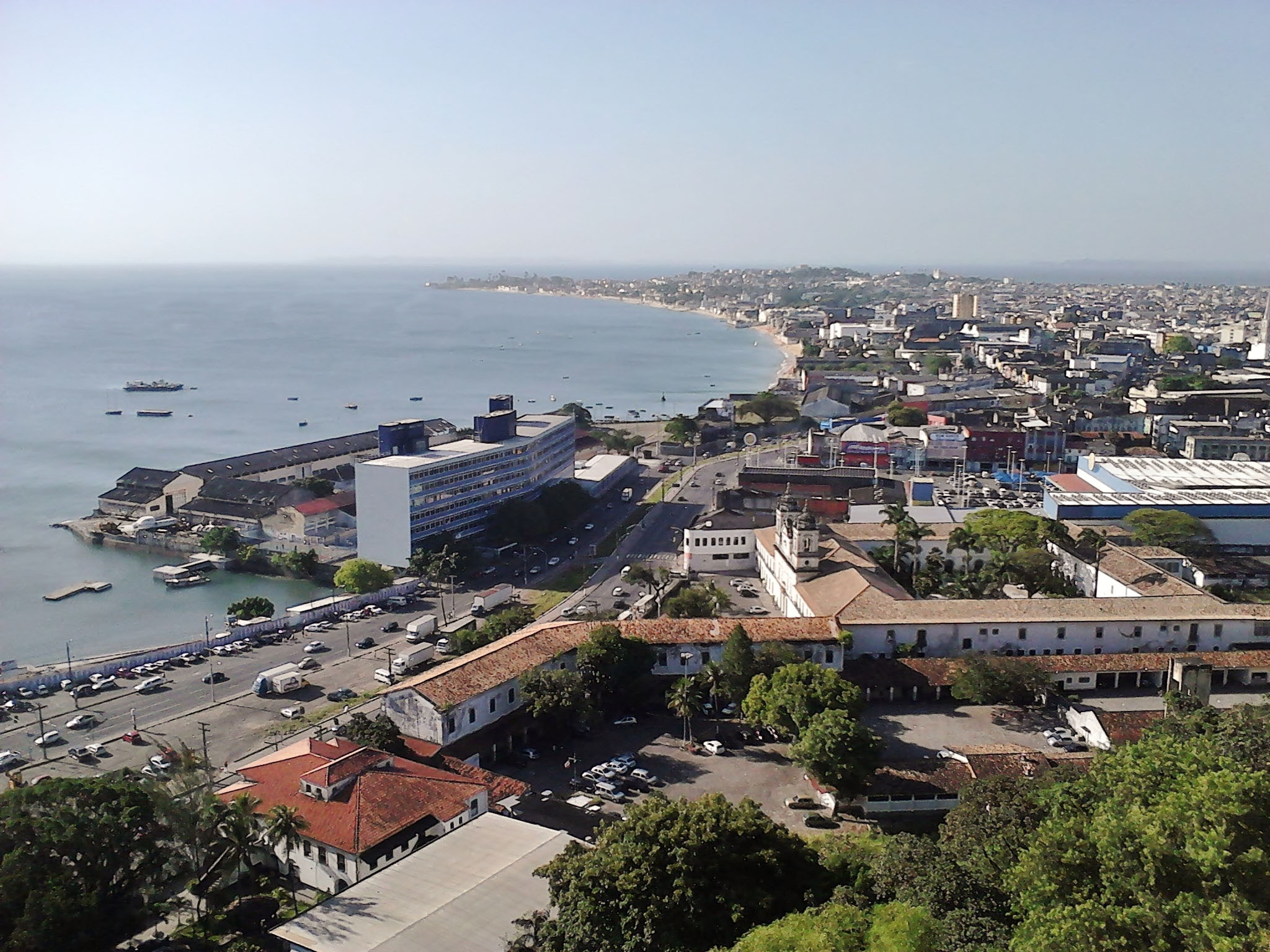
A Península de Itapagipe ao lado da Baía de Todos os Santos.

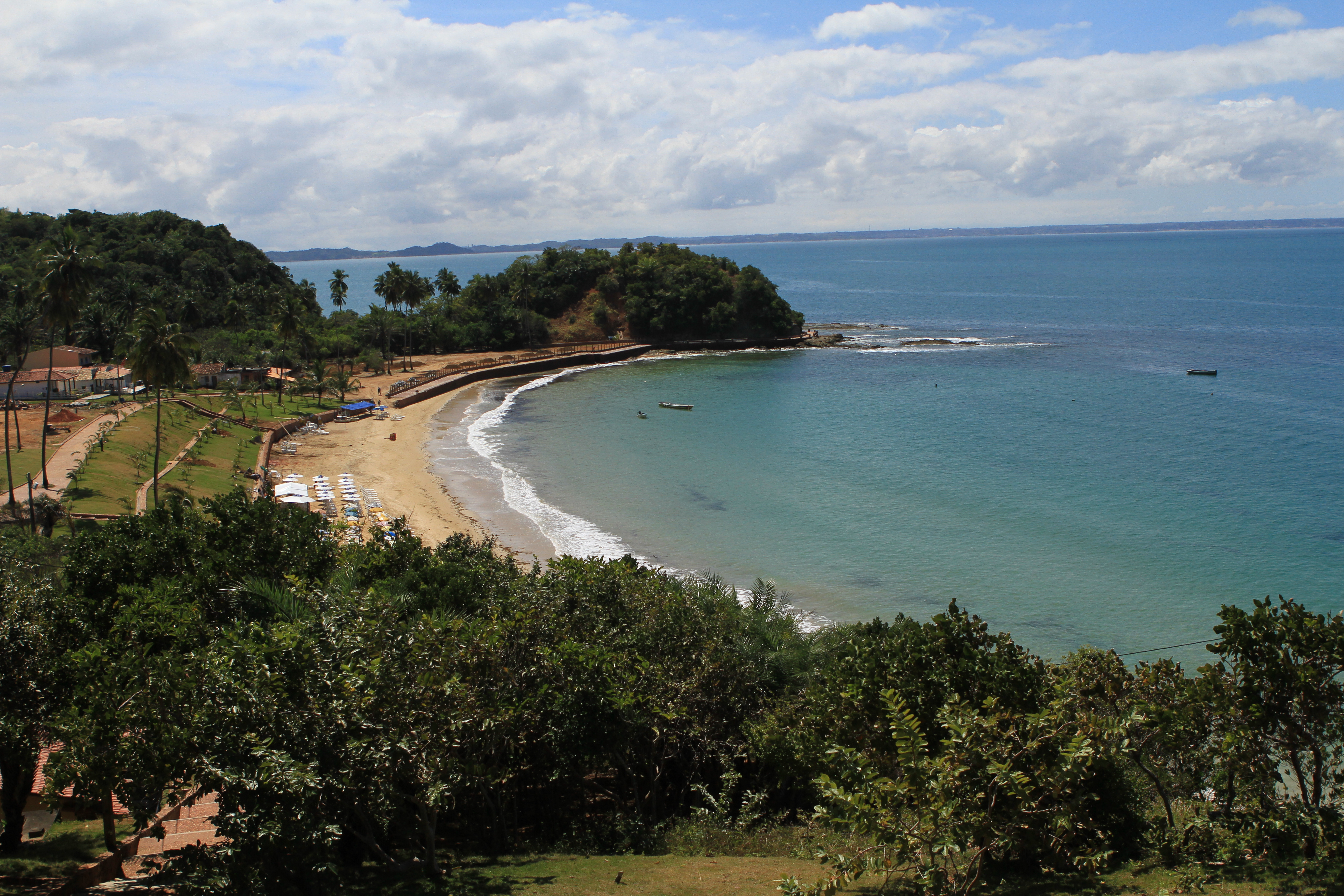
Ponta de Nossa Senhora na Ilha dos Frades.

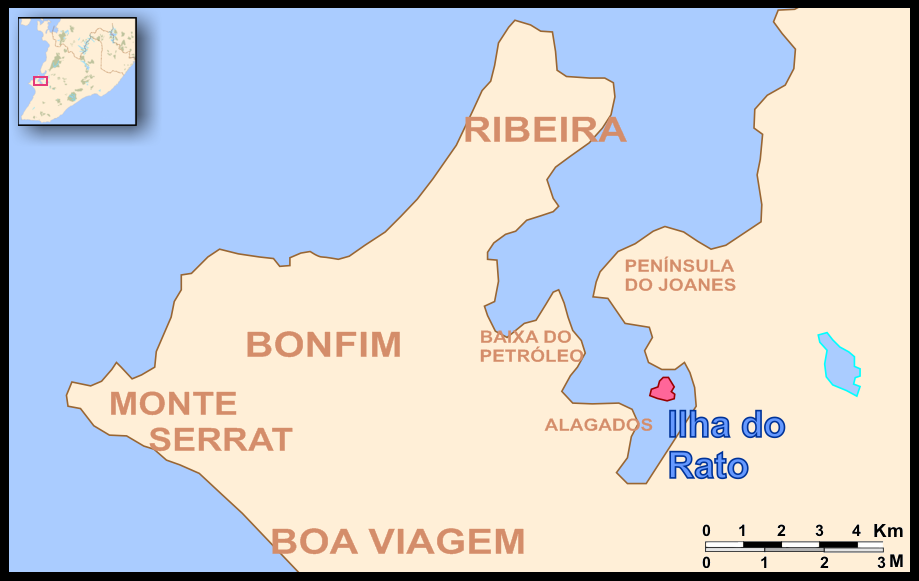
Mapa parcial de Salvador destacando a Península de Itapagipe e de Joanes e a Ilha do Rato na Enseada dos Tainheiros

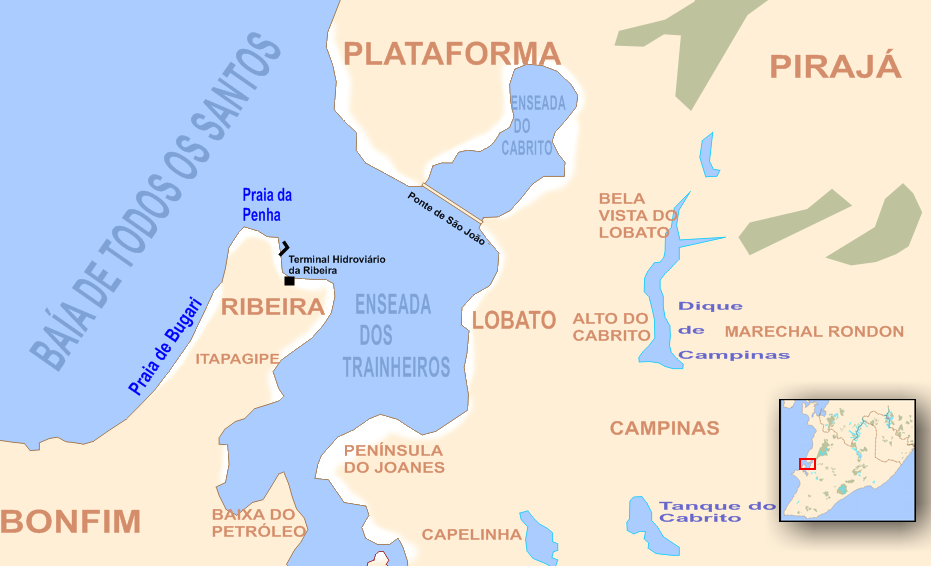
Mapa parcial de Salvador destacando as enseadas dos Tainheiros e do Cabrito e diques próximos

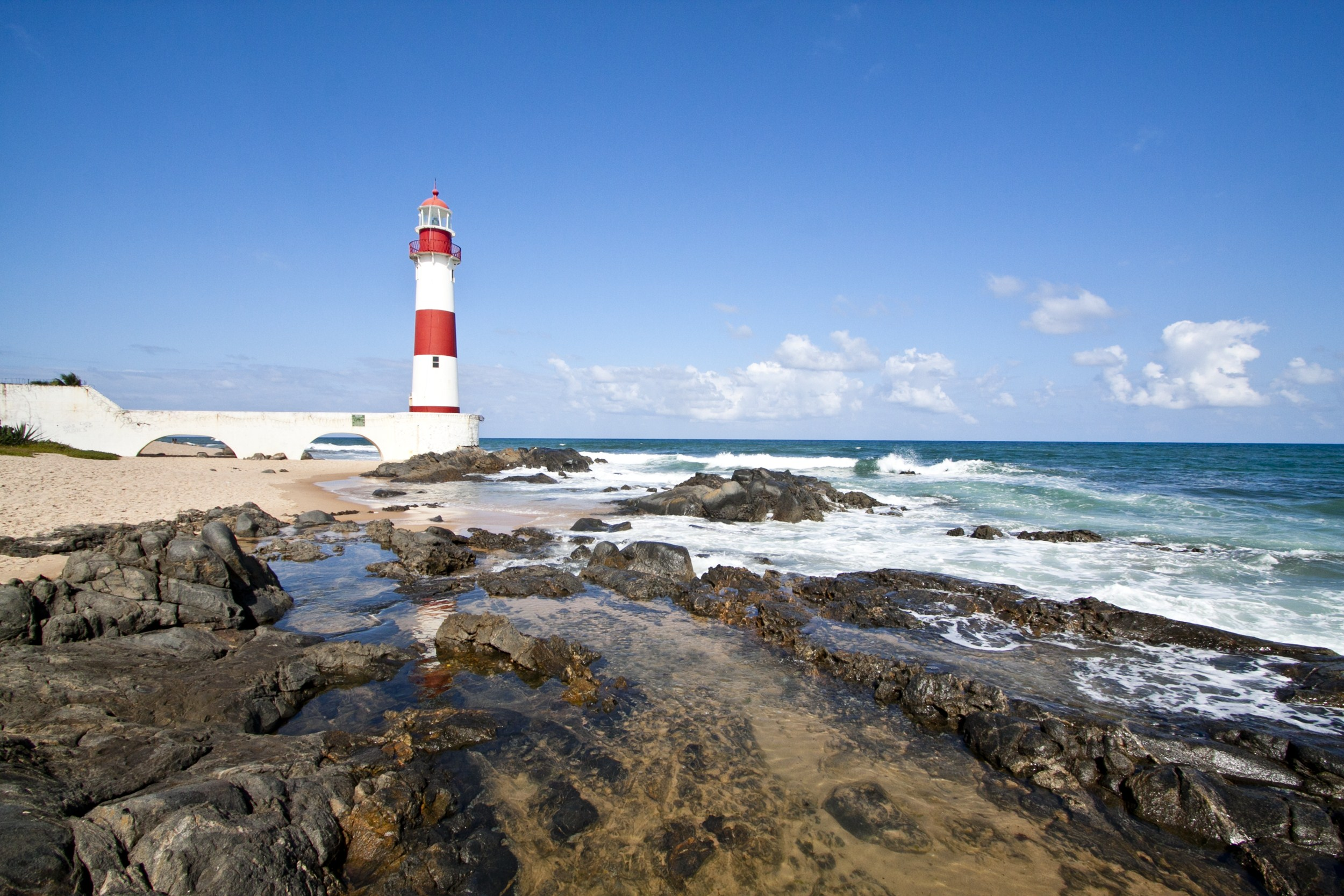
Corais no litoral do bairro de Itapuã.

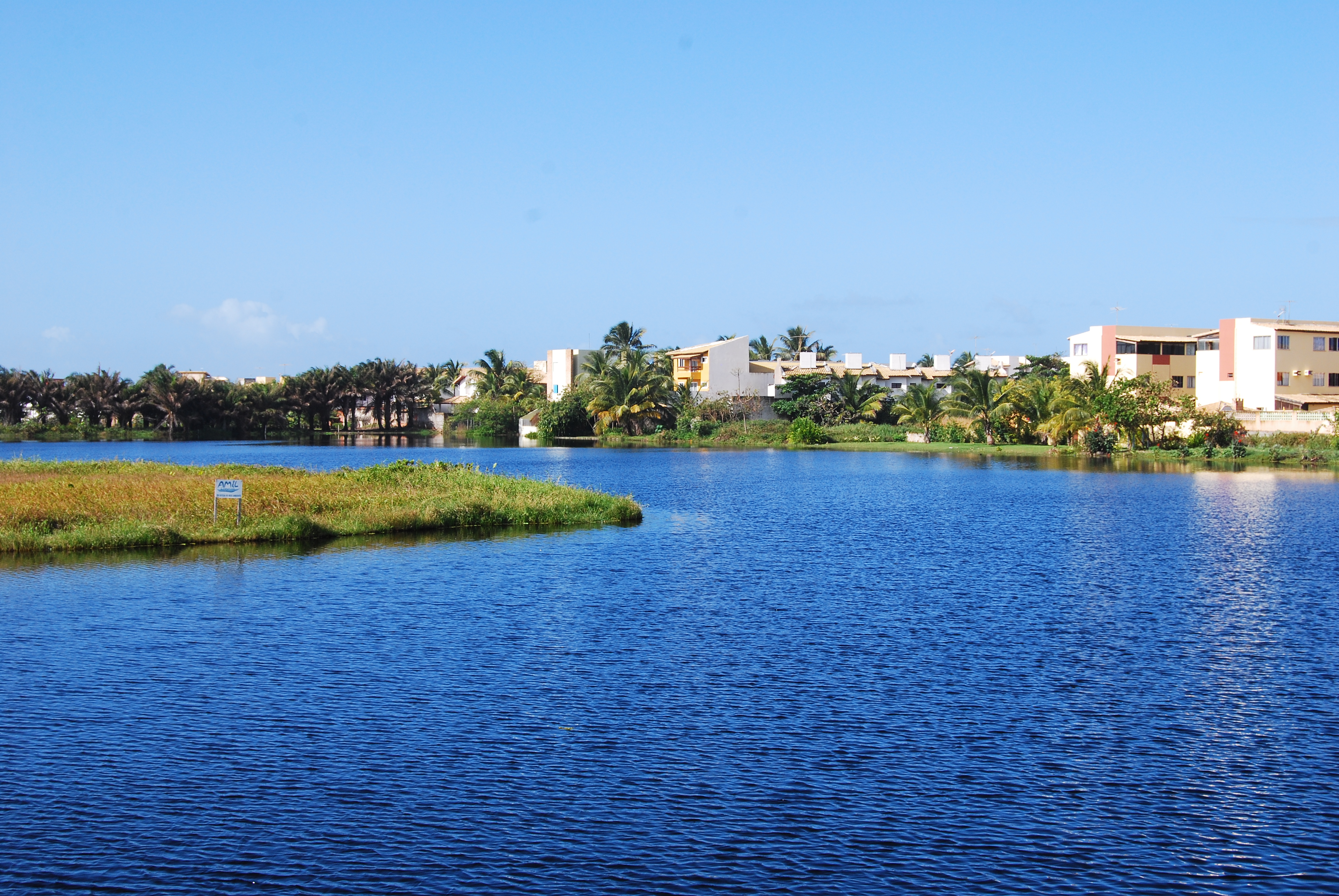
Visão parcial da Lagoa do Flamengo e casas no entorno

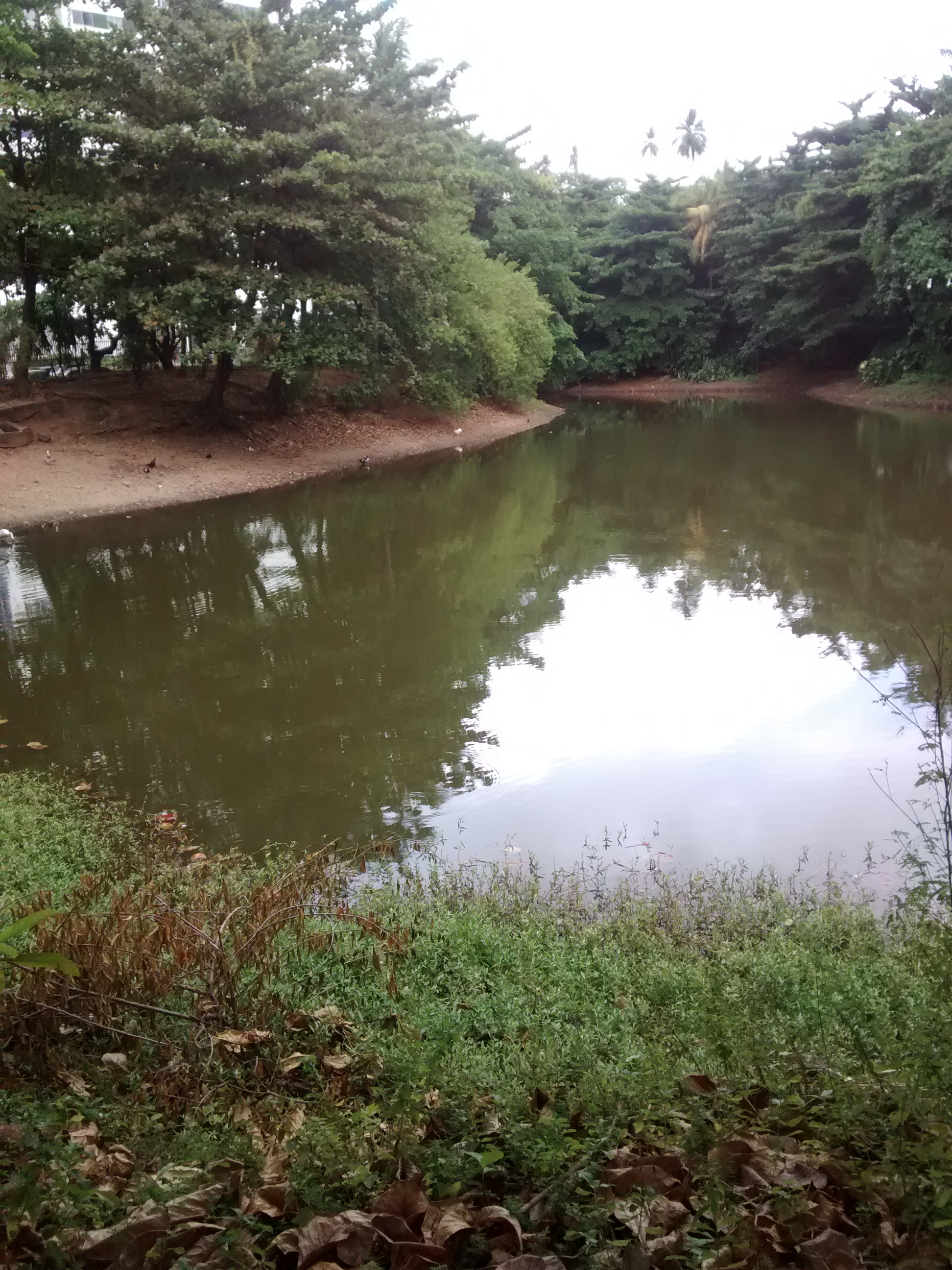
Lagoa do Patos, na Pituba

Esta é a lista de acidentes geográficos de Salvador, município capital do estado brasileiro da Bahia. Os acidentes geográficos (ou formas de relevo) são marcas na paisagem que diferenciam os espaços e trazem uma diversidade de formas ao relevo da topografia terrestre, seja de origem humana ou de outros processos geológicos. Salvador, justamente, se desenvolveu marcadamente em função de uma escarpa acentuada de 85 metros que originou a Cidade Alta e Cidade Baixa e, mais tarde, do aproveitamento dos vales de seus rios para abertura de vias urbanas de grande relevância (concepção conhecida como "avenidas de vale"). Além disso, seu território abriga formações insulares e, no continente, tem formato peninsular mais ou menos triangular com duas orlas: uma margeada pelo Oceano Atlântico (a leste) e outra pela Baía de Todos-os-Santos (a oeste), onde se propiciou "portos naturais".

## Acidentes geográficos

### Corpos d'água
- Baía de Aratu
- Baía de Todos os Santos
- Dique de Campinas (d) — também conhecido como Dique do Cabrito, é o resultado do represamento do rio Camurugipe entre os bairros de Marechal Rondon, Alto do Cabrito e Campinas de Pirajá[9][10][11]
- Dique do Ladrão — em Campinas de Pirajá[12][13][14][15]
- Dique do Tororó
- Enseada da Conceição — no Comércio, onde Tomé de Sousa desembarcou em 1549.[16][17]
- Enseada do Cabrito (d) — no Subúrbio Ferroviário[18]
- Enseada dos Tainheiros (d) — também conhecida como Baía de Itapagipe, localiza-se entre a Península de Itapagipe e o Subúrbio Ferroviário[19][20][21][22]
- Lago da Represa do Cascão — lago represado no rio Cascão em área militar do 19.º Batalhão de Caçadores[23]
- Lago da Represa do Cobre (d) — lago represado no rio do Cobre[23]
- Lago da Represa Ipitanga I (d) — lago represado no rio Ipitanga próxima ao bairro da Boca da Mata[23][24]
- Lago da Represa Ipitanga II (d) — lago represado no rio Ipitanga no limite entre Salvador e Simões Filho[23]
- Lagoa Encantada — próxima à represa do Cobre e, consequentemente, ao Rio do Cobre[25]
- Lagoa da Paixão (d) — compõe a bacia do Rio do Cobre[26]
- Lagoa da Vitória — no Parque das Dunas[27][28][29]
- Lagoa de Pituaçu
- Lagoa do Abaeté
- Lagoa do Camarão — no Parque das Dunas[27]
- Lagoa do Flamengo — próximo à praia do Flamengo[23]
- Lagoa do Junco — no Parque das Dunas[27]
- Lagoa do Paraíso — lagoa em Doron[29]
- Lagoa dos Pássaros (d) — também conhecida como Lagoa dos Urubus, localiza-se entre o Jardim Armação e o Stiep[23][30]
- Lagoa dos Frades (d) — localiza-se atrás do Centro de Convenções[23][31] e, após a construção de parque de esculturas no entorno, passou a ser conhecida como Lagoa dos Dinossauros[32]
- Lagoa Negra — no Parque das Dunas[27]
- Oceano Atlântico
- Saco do Tororó (d) — em São Tomé de Paripe.[24]
- Tanque do Cabrito — na bacia do Rio Camarajipe, próximo ao Dique de Campinas[33]

### Elevações
- Belo Monte — pequeno monte em Plataforma[34]
- Colina de São Lázaro (d) — na Federação.
- Colina do Bonfim ou Colina Sagrada (d) — é morro da Igreja de Nosso Senhor do Bonfim[35][24]
- Encosta da Vitória[24]
- Encosta de Ondina e São Lázaro[24]
- Encosta do Canela[24]
- Morro Clemente Mariani — na Barra.[24]
- Morro do Camarão — em Ondina, na Prefeitura da Aeronáutica em Salvador[36]
- Morro do Conselho (d) — morro no Rio Vermelho[37][38]
- Morro do Cristo (d) — entre a praia do Cristo e a praia do Farol da Barra, na Barra[36][39]
- Morro do Gato (d) — próximo à Avenida Oceânica ao Morro Ipiranga[40]
- Morro do Gavaza (d) — na Barra.[24]
- Morro do Tobar — na Ilha dos Frades.[24]
- Morro dos Carneiros — na Ilha dos Frades.[24]
- Morro Ipiranga (d) — atrás do Morro do Cristo, na Barra[41]
- Outeiro de Santo Antônio da Barra (d) — na Barra.

### Formações eólicas
- Dunas da Bolandeira — entre o Imbuí e a Boca do Rio[42][43]
- Dunas de Armação — entre o Stiep e o Costa Azul atrás do Centro de Convenções da Bahia e próximas à praia de Armação[25][44]
- Dunas do Abaeté — desde o entorno da lagoa do Abaeté em Itapuã a Stella Maris, protegidas pelo Parque do Abaeté e Parque das Dunas[25][45]
- Dunas na Pituba próximas ao Parque da Cidade[25][46]

### Formações insulares
- Ilha de Bom Jesus
- Ilha de Maré
- Ilha de Santa Luzia — na Enseada dos Tainheiros, foi incorporada à Península de Itapagipe pelos sucessivos aterros.[47]
- Ilha de Santo Antônio[24]
- Ilha do Rato — na Enseada dos Tainheiros[47][48][49]
- Ilha dos Frades
- Ilha Língua de Baleia[24]
- Ilhota dos Coqueiros[24]

### Proeminências sobre a água
- Península de Itapagipe
- Península de Joanes — no Lobato, sobre a Enseada dos Tainheiros[50][51]
- Península do São Tomé de Paripe (d) — no Subúrbio Ferroviário de Salvador, onde está situada a Base Naval de Aratu[52]
- Ponta da Areia — na península do São Tomé de Paripe.[24]
- Ponta da Cacimba — na Ilha de Maré.[24]
- Ponta da Pitangueira — na península do São Tomé de Paripe.[24]
- Ponta de Santa Maria (d) — onde está o Forte de Santa Maria, na Barra.
- Ponta da Sapocá (d) — na península do São Tomé de Paripe.[24]
- Ponta da Tapera — na Ilha dos Frades.[24]
- Ponta de Areia — na Ilha de Maré.[24]
- Ponta de Coroa — na Ilha de Maré.[24]
- Ponta de Humaitá ou Ponta do Monte Serrat (d) — nela encontram-se a Igreja e o Mosteiro de Nossa Senhora do Monte Serrat[53][54]
- Ponta de Itapuã (d) — em Itapuã.
- Ponta de Santo Antônio (d) — anteriormente chamada de ponta do Padrão, nela está localizado o Farol da Barra[55]
- Ponta do Barco — na Ilha dos Frades.[24]
- Ponta do Cavalo — na Ilha dos Frades.[24]
- Ponta do Conselho (d) — no Rio Vermelho, entre a Praia da Paciência e a do Buracão.[24]
- Ponta do Criminoso — na península do São Tomé de Paripe.[24]
- Ponta do Ermitão — na Ilha de Maré.[24]
- Ponta do Farol ou Ponta de Nossa Senhora — na praia da Ponta de Nossa Senhora, na Ilha dos Frades.[24]
- Ponta do Fernandinho — na península do São Tomé de Paripe.[24]
- Ponta do Meringote — na Ilha dos Frades.[24]
- Ponta do Murungu — na Ilha dos Frades.[24]
- Ponta do Toque-Toque — na península do São Tomé de Paripe.[24]
- Ponta dos Cavalos — na Ilha de Maré.[24]
- Ponta Grossa — na Ilha de Maré.[24]

### Recifes
- Recifes na praia do Farol da Barra[25]
- Recifes na praia de Itapuã[25]